# Рекке
Рекке (Рекк) — баронский род.

## Происхождение и история рода
Восходит к ландмейстеру Ливонского рода Иоганну фон дер Рекке (1480—1551). Род баронов фон-дер-Рекке принадлежит к древнему прибалтийскому дворянству и 17 октября 1620 года внесён в матрикул курляндского дворянства.
Члены этого рода в официальных документах, начиная с 1797 года, именованы баронами. Определением Правительствующего Сената, от 10 августа 1860, 4 октября 1861 и 28 февраля 1862 гг., за курляндской дворянской фамилией фон-дер Рекке признан баронский титул.
- Рекке, Иван Фёдорович (1764—1846) — историк, библиограф, редактор, коллекционер.
- Рекке, Фёдор Фёдорович (1794—1859) — барон, гвардии поручик в отставке.
- Элиза фон дер Рекке (1754—1833) — немецкая (курляндская) писательница и поэтесса.

## Описание герба
В голубом поле красно-серебряный брусчатый пояс (красный пояс с тремя серебряными столбами).
Щит увенчан дворянским коронованным шлемом. Нашлемник — два голубых орлиных крыла, пересеченных красно-серебряными поясами. Намет красный с серебром.